# Brandenburgisches Psychisch-Kranken-Gesetz
Das Gesetz über Hilfen und Schutzmaßnahmen sowie über den Vollzug gerichtlich angeordneter Unterbringung für psychisch kranke und seelisch behinderte Menschen im Land Brandenburg, kurz Brandenburgisches Psychisch-Kranken-Gesetz – BbgPsychKG, ist ein Landesgesetz in Brandenburg.
Es regelt die Unterbringung nach diesem Gesetz oder nach den §§ 63 und 64 des Strafgesetzbuches, den §§ 81 und 126a der Strafprozessordnung oder nach § 7 des Jugendgerichtsgesetzes.
Es sieht unter anderem Besuchskommissionen vor.